# Жената на свещеника
„Жената на свещеника“ (на италиански: La moglie del prete) е италианска трагикомедия от 1970 година на режисьора Дино Ризи с участието на София Лорен и Марчело Мастрояни.

## Сюжет
След като научава, че любовникът ѝ е женен, Валерия решава да се самоубие. Преди да вземе голяма доза приспивателни хапчета, тя се обажда на бюрото за помощ „Помагаща ръка“, където нейният събеседник е католическия свещеник Дон Марио, който не успя да я разубеди. За радост Валерия не умира и е спасена в реанимация в болница. Тя се обажда на свещеника и го моли да я посети, когато той я посещава и стои пред леглото и, тя се влюбва в него. Противно на църковния обет за безбрачие Марио също се влюбва във Валерия. Само специално разрешение на папата може да реши проблема, но титлата на монсеньор, предложена на Марио от Ватикана, се оказва по-съблазнителна от любовта.

## В ролите
| Изпълнител          | Роля               |
| ------------------- | ------------------ |
| София Лорен         | Валерия Били       |
| Марчело Мастрояни   | Дон Марио Карлези  |
| Валентино Валентини | Маурицио           |
| Джино Кавалиери     | Дон Филипо         |
| Джузепе Мафиоли     | Давиде Либрете     |
| Пипо Старнаца       | бащата на Валерия  |
| Миранда Кампа       | майката на Валерия |
| Дана Гиа            | Лучия              |